# Барбора Ліха
Барбора Кожикова–Ліха (slov. Barbora Lichá, 24 лютого 1976, Братислава - 21 жовтня 2015) — словацька художниця та ілюстраторка.

## Життєпис
У 1990 році закінчила початкову художню школу (Základná umelecká škola), а в 1994 році — середню школу образотворчого мистецтва (Strědní umělecko-průmyslová škola) в Угерському Градішті. У 1994–2001 роках навчалася живопису в Академії образотворчих мистецтв у Братиславі у Рудольфа Сікори. Вона створювала колажі, в яких використовувала, серед іншого: вишивку, обрізки тканини, нитки, блискітки, пелюстки троянд, фотографії та вирізки з журналів. У 2009 році підготувала ілюстрації до книжки для дітей «O škriatkovi Bonifácovi».
Через два роки після її смерті у 2017 році її друзі: Еріка Літвакова, Даніела Чарна, Ленка Вода Баллекова, Єва Шемба Яновська та Марія Чореєва у співпраці з родиною підготували та видали книгу Барбора Кожикова–Ліха (1976-2015), яка включає не лише репродукції її робіт, а й спогади художниці. Твір був опублікований завдяки зібраним на порталі startovac.cz грошам, а прибуток дістався дочкам Барбори: Жасміні таі Пауліні Кожиковим.